# Municipio de Antrim (Pensilvania)
El municipio de Antrim (en inglés: Antrim Township) es un municipio ubicado en el condado de Franklin en el estado estadounidense de Pensilvania. En el año 2000 tenía una población de 12.504 habitantes y una densidad poblacional de 68.9 personas por km².

## Geografía
El municipio de Antrim se encuentra ubicado en las coordenadas 39°44′00″N 77°42′59″O / 39.73333, -77.71639.

## Demografía
Según la Oficina del Censo en 2000 los ingresos medios por hogar en la localidad eran de $46,050 y los ingresos medios por familia eran de $49,632. Los hombres tenían unos ingresos medios de $34,884 frente a los $22,035 para las mujeres. La renta per cápita de la localidad era de $18,590. Alrededor del 4,1% de la población estaba por debajo del umbral de pobreza.